# Теодор Гюден
Жан Антуан Теодор Гюден (фр. Jean Antoine Théodore de Gudin; 15 серпня 1802, Париж — 11 квітня 1880, Булонь-Біянкур) — французький художник.

## Біографія
Був учнем Жироде Тріозона і Антуана Гро, але присвятив себе зображенню моря, кораблів, морських битв і іншого. Картини в цьому роді, виставлені ним у Паризькому салоні 1822, звернули на нього загальну увагу; Але його популярність особливо зміцнилася з 1831 року, після появи перед публікою кращого з усіх його творів: «Подвиг капітана Десса під час аварії голландського корабля Колумбус». Отримавши 1838 року доручення увічнити пензлем пам'ять про славні епізоди історії французького флоту, він написав 90 картин, у тому числі 63 зберігалися у Версальському палаці, інші — у ній герцога Омальского. У 1838—1840 роках подорожував Схід, а 1841 року на запрошення імператора Миколи I відвідав Росію.
Число виконаних Гюденом картин величезне. Багато з них свідчить про те, що він був наділений тонким почуттям гармонії тонів, володів прекрасним колоритом і розумно вибирав мотиви морської природи і стаффаж, що підходить до них. Але, будучи постійно завалений замовленнями, він нерідко працював недбало, впадав у декоративність, у зайве хизування бравурністю виконання та у вишукану ефектність. Тому його слава швидко померкла, і останні роки свого життя він провів забутий майже всіма.
Картини Гюдена зустрічаються всюди; у Франції, крім Версаля, вони є у Люксембурзькому палаці та багатьох провінційних музеях — в Нанті, Авіньйоні, Перпиньяне та інших. У Санкт-Петербурзі кілька картин зберігалося в імператорських палацах й у приватних колекціях; одна («Морська битва») — у Кушелівській галереї академії мистецтв.
Дочка Теодора Гюдена Анріетта також стала художницею-мариністкою.